# Hans Scharoun

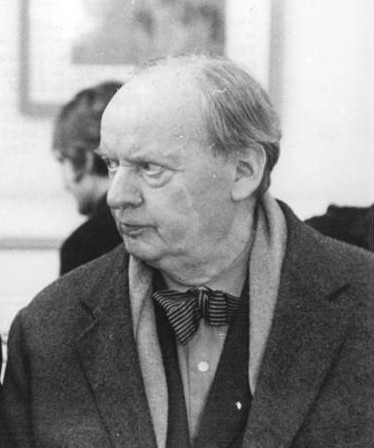
Hans Scharoun 1966.

Bernhard Hans Henry Scharoun, född 20 september 1893 i Bremen, död 25 november 1972 i Berlin, var en tysk arkitekt. Han tillhör de främsta företrädarna för den organiska arkitekturen. Han har spelat en stor roll i skapandet av det moderna Berlins arkitektur, däribland Berliner Philharmonie.

## Biografi

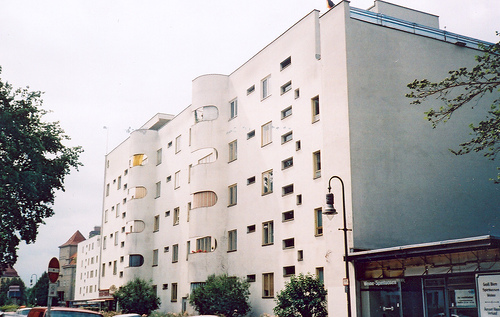
Bostäder i Siemensstadt 1929-1931.

Hans Scharoun tog studenten i Bremerhaven 1912. Scharoun läste sedan vid Technische Hochschule Berlin fram till 1914; han avslutade aldrig sina studier. Han utnämndes till hedersdoktor vid universitetet 1954. Hans stora intresse för arkitektur visade sig tidigt då han som sextonåring skapade skisser och som artonåring deltog i en arkitekttävling om hur man kunde modernisera en kyrka i Bremerhaven. Han deltog som frivillig i första världskriget från 1914. Efter kriget började han arbeta med återuppbyggnadsprogrammet för Ostpreussen, ett projekt han fick via sin mentor Paul Kruchen. År 1919 tog han över en byrå som självständig arkitekt i Breslau. Han skapade ett antal projekt och organiserade konstutställningar i Breslau och Insterburg, bland annat den första utställningen med Brücke i Ostpreussen. Scharoun utgick från Hugo Härings arkitekturteori men kom att gå mot en organisk arkitektur.

### 1925-1945
År 1925 övertog Scharoun en professur vid Staatliche Akademie für Kunst und Kunstgewerbe Breslau och undervisade där fram tills skolan stängdes 1932. År 1919 hade även anslutit till Gläserne Kette, en expressionstisk arkitekturgrupp ledd av Bruno Taut. År 1926 gick han med i gruppen Der Ring. Under mellankrigstiden skapade Scharoun Siemensstadts funkishus i området Großsiedlung Siemensstadt tillsammans med Martin Wagner. År 1927 deltog han i skapandet av Weißenhofsiedlung i Stuttgart, ett av funktionalismens stora projekt. Han gjorde sedan Haus Schminke, ett modernt bostadshus för familjen Schminke i Löbau.  Huset utmärks bland annat genom ståltrapporna som förbinder balkongerna, element och formspråk inspirerade från sjöfarten. Scharoun såg huset som det som låg honom närmast. Efter nazisternas maktövertagande stannade Scharoun i Tyskland när många kollegor flyttade utomlands. Hans arbete inskränktes av regimen och han gjorde inga stora projekt. Hans verk inskränktes till bostadshus som beställdes av enskilda, bland annat i Potsdam, Berlin och Bremerhaven.

### 1945-1972

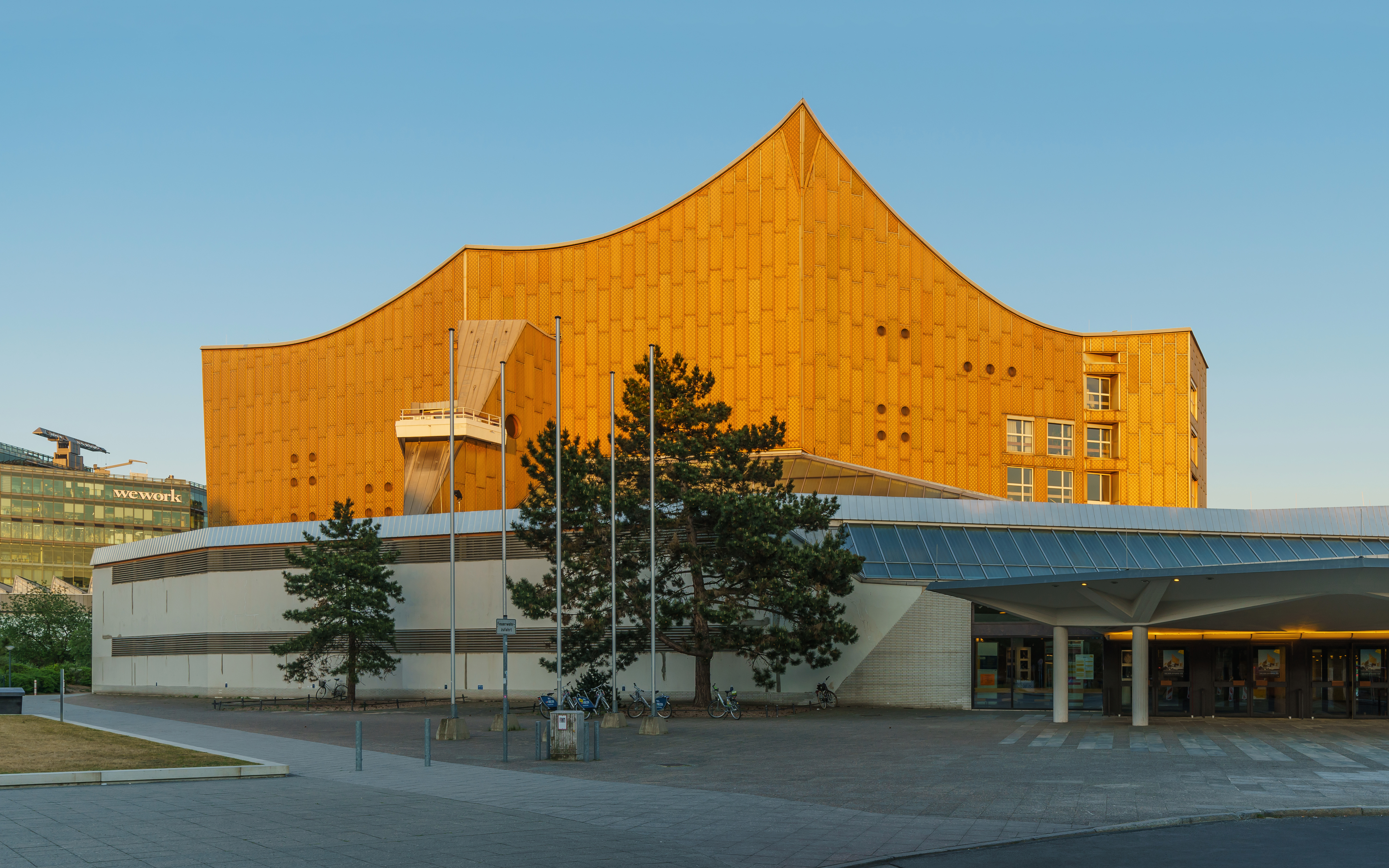
Berliner Philharmonie av Scharoun.

Efter andra världskriget inledde Scharoun sin karriär som stadsplanerare och arkitekt i efterkrigstidens Berlin. Han utsågs i maj 1945 av den sovjetiska militärregeringen att som stadsbyggnadsråd leda avdelningen för byggande- och boende. År 1946 blev han även professor vid arkitekturfakulteten vid Technische Hochschule Berlin. Scharoun lade fram ett koncept för stadens återuppbyggnad 1946 som ställdes ut i ruinerna av Berlins stadsslott under titeln "Berlin plant — Erster Bericht". I sin så kallade "Kollektivplan" orienterar sig Scharoun utifrån CIAM:s Atenpapper om den funktionella staden (1933) där han ser framför sig en helt nybyggd stad där stadens gator går i rutnät och staden är funktionsuppdelad.
Hans utopiska plan mötte starkt motstånd och förverkligades inte. Däremot fick den stöd av ledningen under Friedrich Ebert i östsektorn (Östberlin) som planerade att använde den som generalplan för DDR:s blivande huvudstad. Men planen accepterades inte av SED-partiet som ogillade den Bauhausliknande arkitekturen som ansågs borgerlig och istället blev Hermann Henselmann den som skapade stora delar av Östberlin. Scharoun arbetade fram till 1950 i Östberlin, där han också ritade två av statsledningen kritiserade svalgångshus på dåvarande Stalinallee. Stadens delning kom att skrinlägga många av hans planer. 1947 blev han bortvald som stadsbyggnadsråd och ersattes av Karl Bonatz, en konservativ arkitekt. 
Scharoun var mer framgångsrik som arkitekt än som stadsplanerare. Han vann förstapris i fem arkitekturtävlingar men inget av projekten kom att realiseras, däribland Kassels teater och Bremens stadshall. Hans storverk och genombrott under efterkrigstiden, Berliner Philharmonie, realiserades 1956-1963 i Västberlin. Nu kunde Scharoun förverkliga många av de idéer han haft under många år. Scharoun vann även 1963-64 års tävling om ett nytt delstatsbibliotek och därmed skapades en vision om ett Kulturforum. En resultatlös tävling om detta anordnades 1965-66. Rolf Gutbrod fick istället 1966 i uppdrag att skapa ett kulturforum med museer. Scharoun var även ordförande i Akademie der Künste (West) 1955-1968 och därefter dess hedersordförande. 
Hans enda verk utanför Tyskland är Tysklands ambassad i Brasília. Flera av hans byggnader kom att färdigställas efter hans död: Deutsches Schiffahrtsmuseum i Bremerhaven, Wolfsburgs stadsteater och Staatsbibliothek zu Berlin. Hans kollega Edgar Wisniewski kom att ansvara för utbyggnader av Scharouns verk, han kom även att ta över Schaoruns arkitekturkontor och grundade 1984 Scharoun-Gesellschaft Under 1980-talet kom bland annat fasaden på Philharmonie att bekläs med guldfärgade aluminiumplattor. Scharoun hade haft en liknande lösning men detta hade strukits av kostnadsskäl. I samband med Berlins återförening och det nya Potsdamer Platz kom de planer som Schaorun skapat däremot inte att användas som en utbyggnad av Kulturforum.
Scharoun ligger begravd på Waldfriedhof Zehlendorf i Berlin.

## Verk

### Byggnader (urval)
- Enfamiljshus för utställningen Die Wohnung i Stuttgart, (Weissenhofsiedlung) (1927)
- Bostadshus för ungkarlar för utställningen Wohnung und Werkraum, Breslau (1929)
- Bostadshus på Kaiserdamm, Charlottenburg i Berlin, (1928/29)
- Lägenhetshus på Hohenzollerndamm, Wilmersdorf i Berlin, (1929/30)
- Haus Schminke i Löbau (1930-33)
- Großsiedlung Siemensstadt i Siemensstadt, Berlin, (1929–31)
- Bostadsområdet Romeo & Julia, Stuttgart-Zuffenhausen (1954–1959)
- Bostadsområdet Charlottenburg-Nord, Berlin-Charlottenburg-Nord (1955–1960)
- Berliner Philharmonie, Tiergarten i Berlin, (1957–63)
- Technische Universität Berlins institut för den arkitektoniska fakulteten, (1962–70)
- Förbundsrepbuliken Tysklands ambassad i Brasília i Brasilien, (1964–71)
- Bostadsområdet Rauher Kapf, Böblingen (1965)
- Wolfsburgs stadsteater, (1965–73)
- Staatsbibliothek zu Berlin, Tiergarten, (1964–78) tillsammans med Edgar Wisniewski
- Deutsches Schiffahrtsmuseum Bremerhaven (1970–1975)

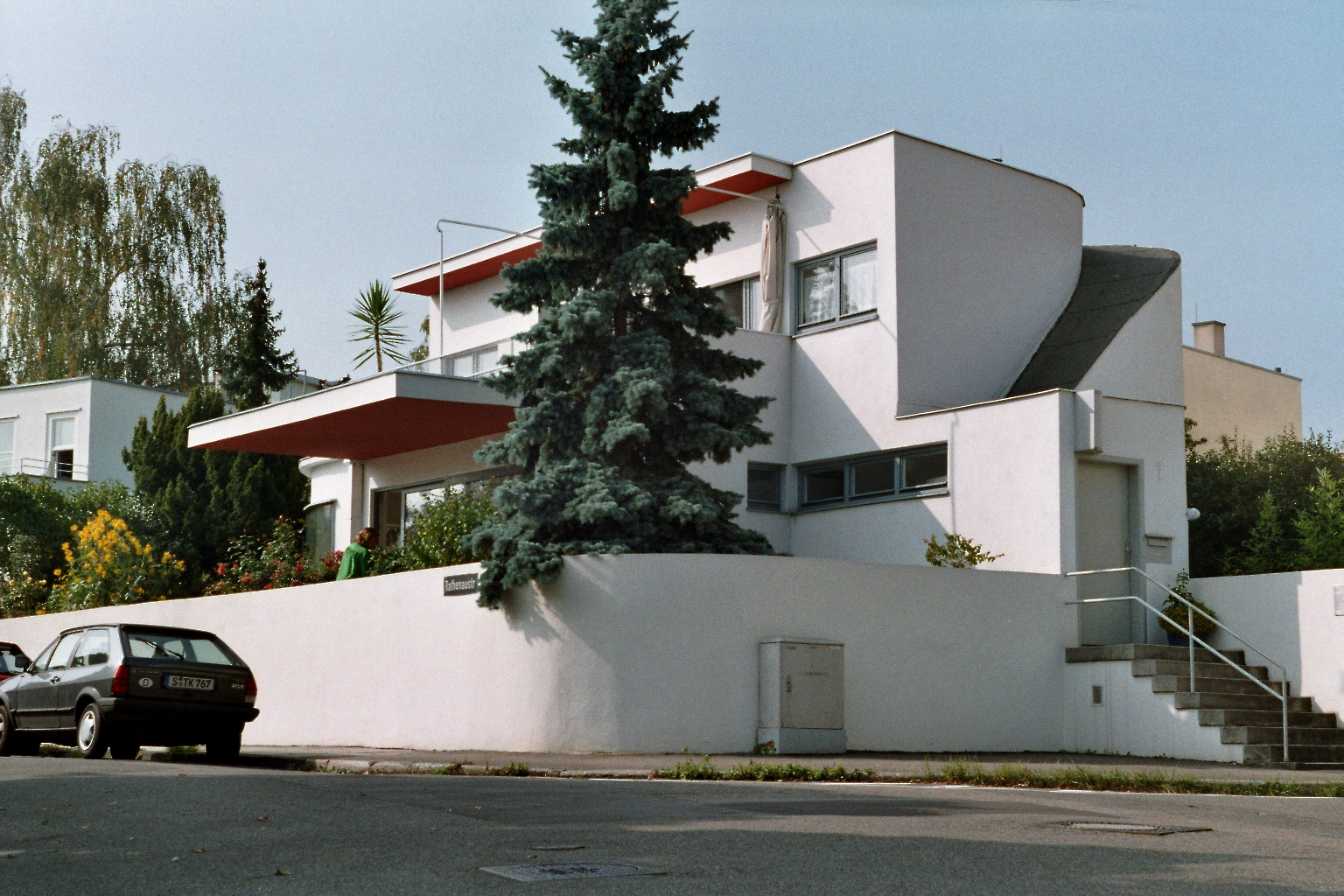
Scharouns bidrag i Weissenhofsiedlung, Stuttgart
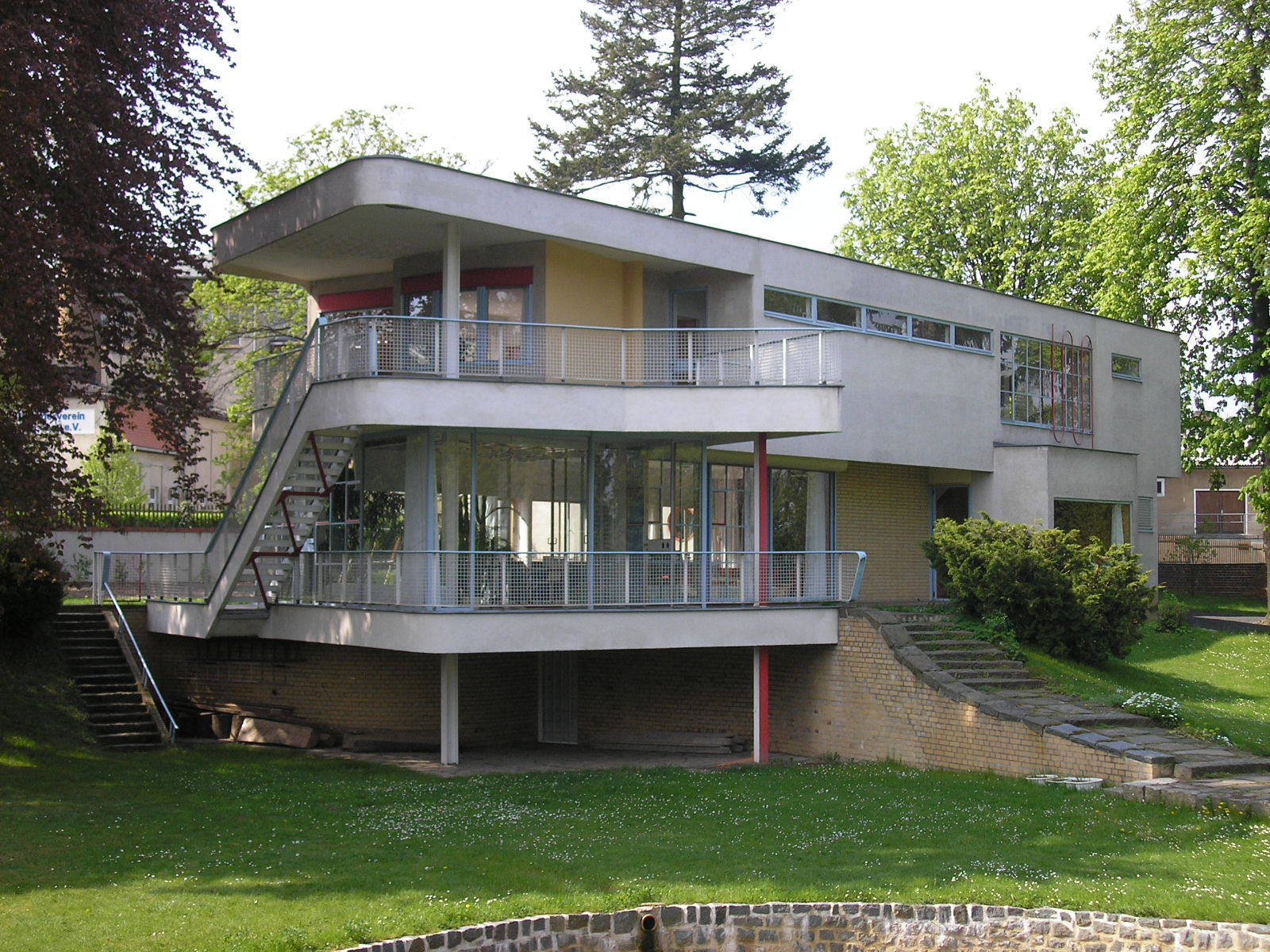
Haus Schminke
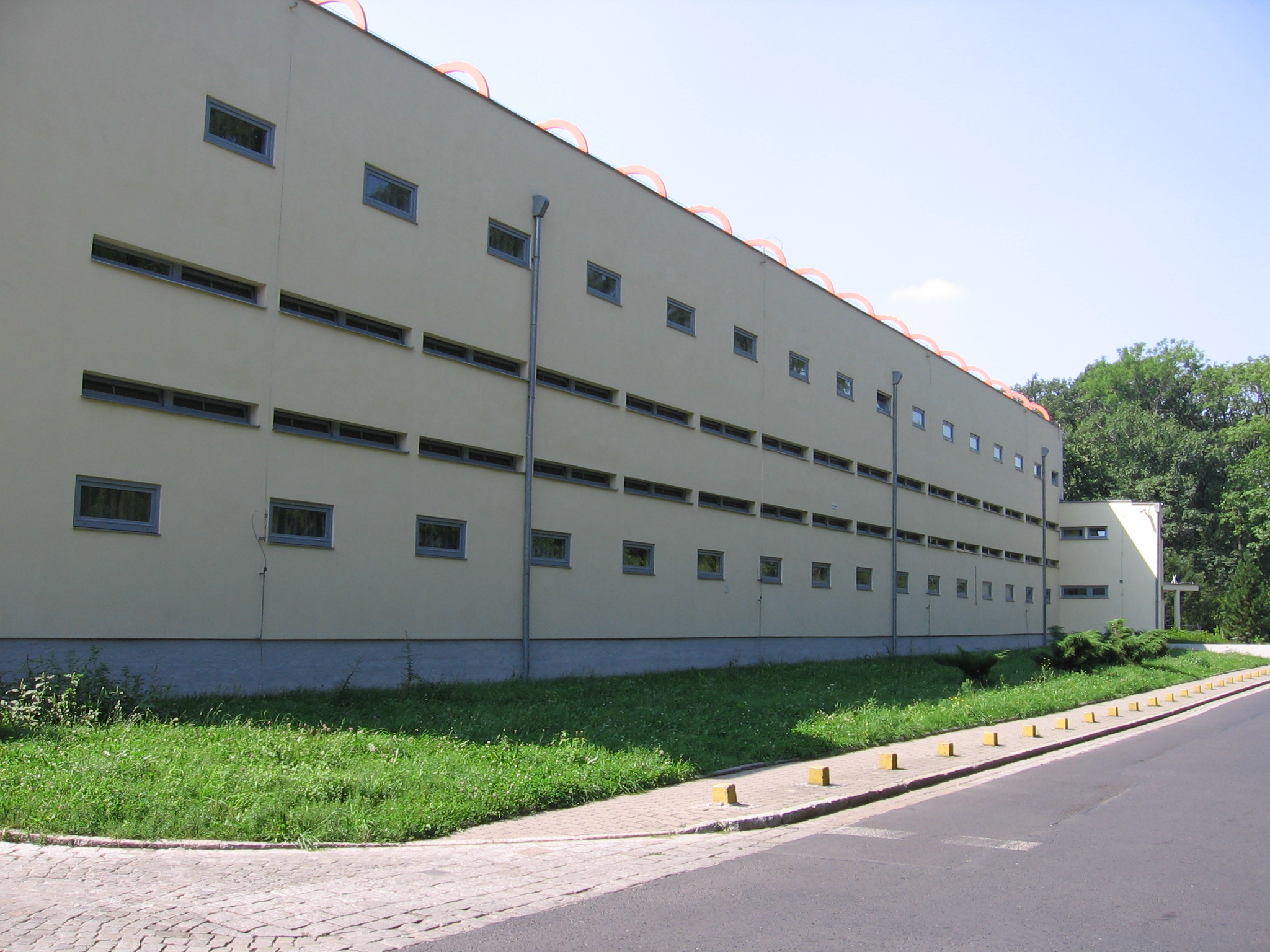
Ett av Scharouns tidiga verk i Wroclaw.
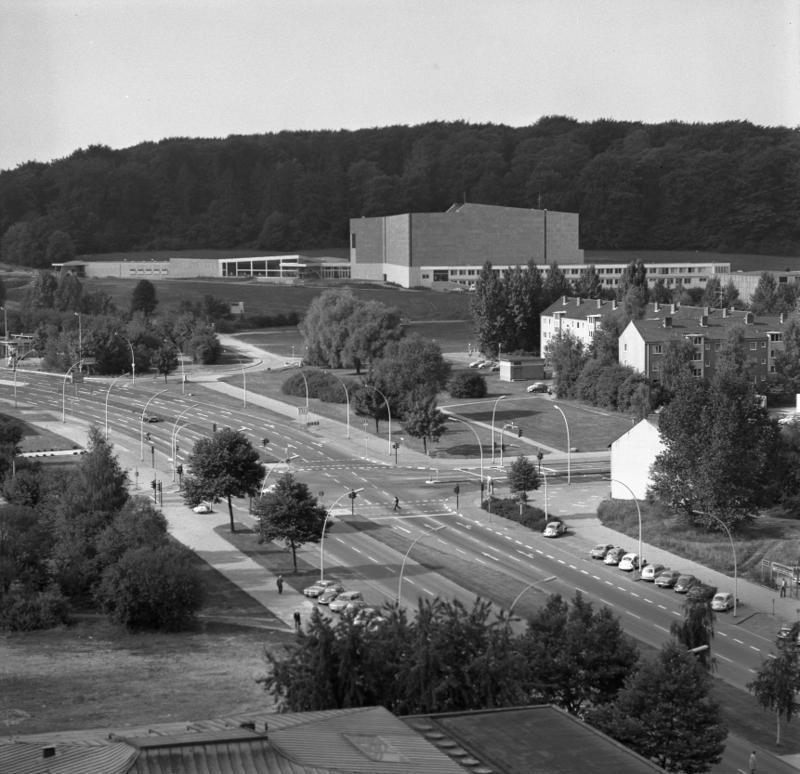
Scharouns sista verk: Wolfsburgs teater som öppnade 1973.
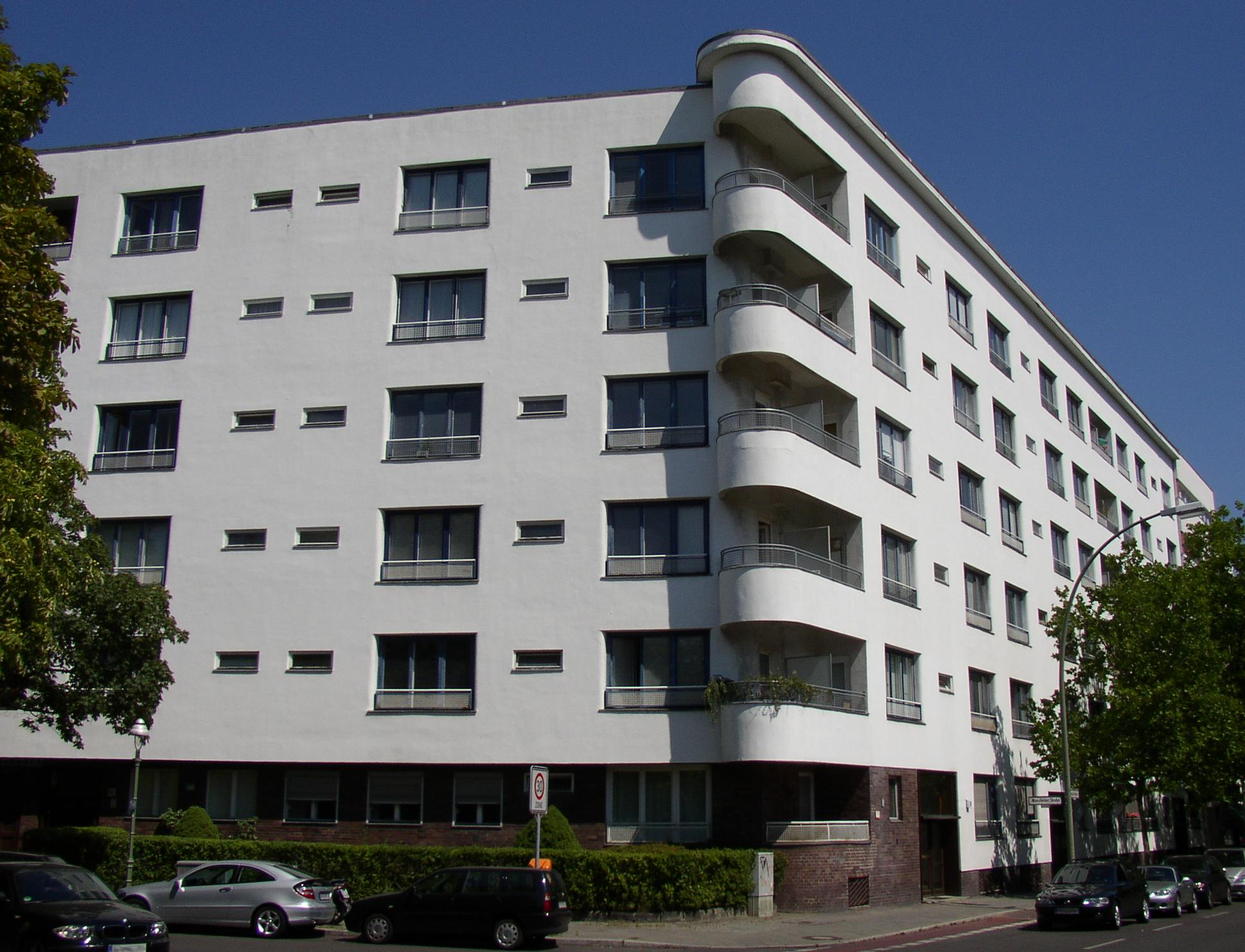
Bostadshus på Hohenzollerndamm 35–36, Berlin